# Andrea Palma

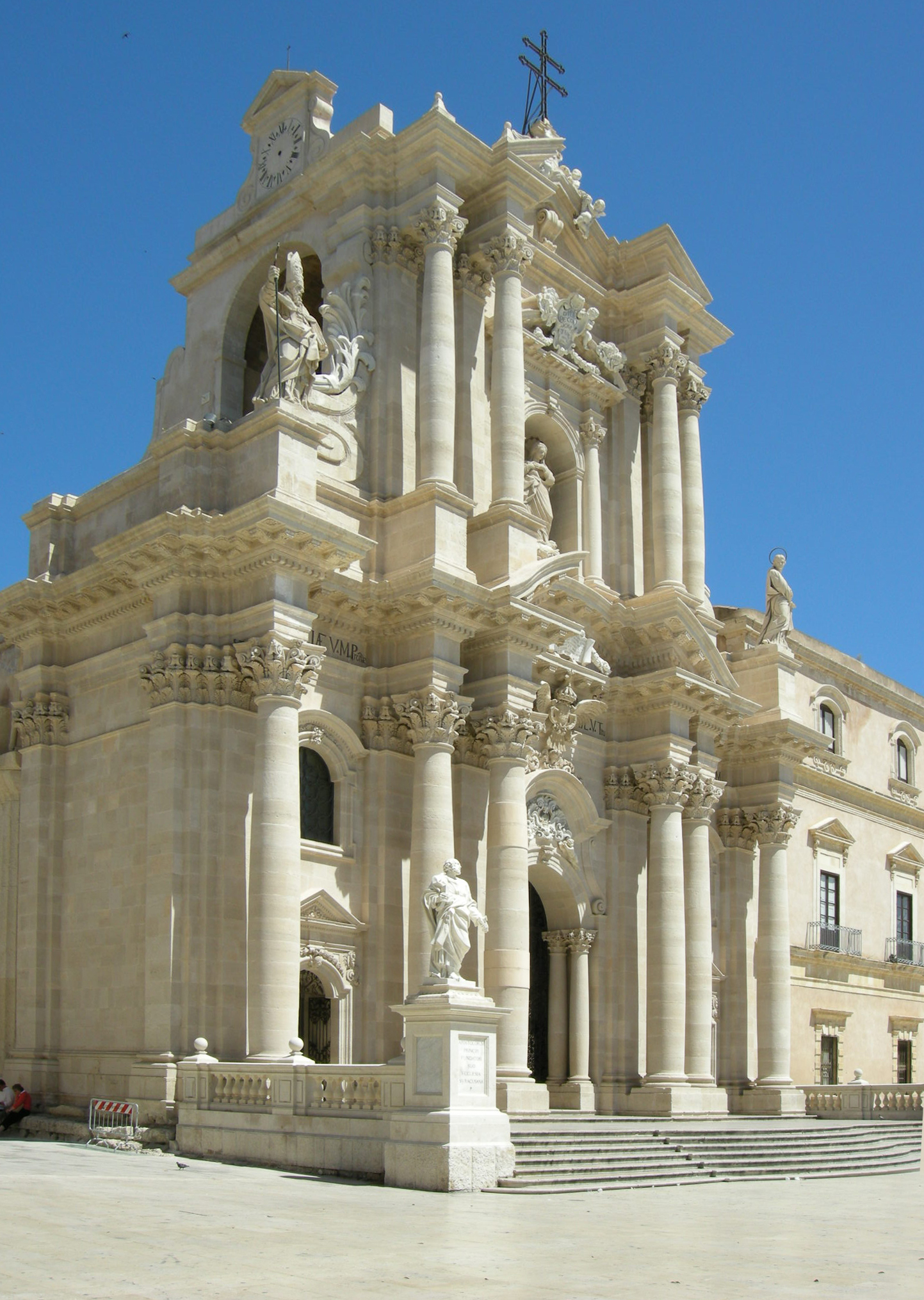
Duomo di Siracusa

Andrea Palma (Trapani, 1644 o forse 1664 – Palermo, 1730) è stato un architetto, ingegnere pittore e religioso italiano, fu esponente del barocco siciliano a cavallo tra 1600 e 1700.

## Biografia
Come molti protagonisti del barocco siciliano fu un religioso: era infatti un frate domenicano. Studiò pittura e architettura all'interno dell'ordine e fu collaboratore di Paolo Amato.
Lavorò soprattutto a Palermo, dove fu architetto del Senato cittadino. Tra le sue opere il completamento della chiesa di Sant'Ignazio all'Olivella e gli apparati decorativi della chiesa di Santa Maria in Valverde, dell'oratorio delle Dame, della chiesa di San Sebastiano e della chiesa del Salvatore, caratterizzati da riquadri architettonici a carattere illusionistico che racchiudono scene pittoriche dipinte da collaboratori. 
Fu architetto del senato di Palermo dal 1714, e alla sua morte lo divenne il nipote, Nicolò Palma.
La sua opera più conosciuta è comunque la facciata del duomo di Siracusa realizzata in sostituzione di quella rinascimentale distrutta dal terremoto, a seguito di un concorso vinto nel 1728, e conformata sull'esempio della facciata di Santa Maria a Campitelli a Roma..

## Opere
- XVII secolo, Altare maggiore, manufatto marmoreo e pietre dure, opera presente nel presbiterio della chiesa di Santa Caterina d'Alessandria di Palermo.
- XVII secolo, Cappella di Santa Caterina d'Alessandria, manufatto marmoreo e pietre dure, opera presente nel transetto destro della chiesa di Santa Caterina d'Alessandria di Palermo.
- XVII secolo, Prospetto, manufatto in pietra d'intaglio, opera architettonica della chiesa di Santa Maria delle Grazie di Montevergini di Palermo.
- 3 10 1713 - 24 12 1713, Apparati effimeri, macchine e opere di architettura realizzati con la collaborazione di Paolo Amato per l'arrivo e l'incoronazione di Vittorio Amedeo II di Savoia e Anna Maria di Borbone-Orléans.[3]
- 1716, Progettazione ed esecuzione della decorazione della Porta di Vicari.[4]